# ذخیره‌گاه طبیعی کاراداغ
ذخیره‌گاه طبیعی کاراداغ (انگلیسی: Karadag Nature Reserve) یک ذخیره‌گاه و منطقه حفاظت شده در شبه‌جزیره کریمه کشور روسیه است.